# Alexandr Vasiljevič Isačenko
Alexandr Vasiljevič Isačenko (rusky Александр Васильевич Исаченко; zkráceně také rusky А. В. Исаченко; A. V. Isačenko; 21. prosince 1910, Sankt Petěrburg, Ruské impérium – 19. března 1978, Klagenfurt am Wörtersee) byl československo-rakouský jazykovědec, zaměřením slavista a rusista, ruského původu.
Jeho sestrou byla německo-ruská choreografka a baletka Taťjána Vasiljevna Gsovská (rusky Татьяна Васильевна Гзовская; 1901–1993), strýcem pak ruský mikrobiolog a botanik Boris Lavrentovič Isačenko (rusky Борис Лаврентьевич Исаченко; 1871–1941).

## Život a dílo
Narodil se v rodině právníka Vasilije Vasiljeviče Isačenka (rusky Василий Васильевич Исаченко) a jeho ženy, herečky a rozené baronky, Klaudie Lukjanovny Eggert von Eckhoffenové (rusky Клавдия Лукьяновна Эггерт фон Экхофен) roku 1910 v Sankt Petěrburgu, která po Velké říjnové socialistické revoluci („VŘSR“, 1917) opustila Rusko a usídlila se v Klagenfurtu, rakouské spolkové zemi Korutany, které se stala pro mladého Alexandra Vasiljeviče novým domovem. Posléze studoval na univerzitě ve Vídni (1933), studoval mj. i u ruského jazykovědce Nikolaje Sergejeviče Trubeckého, jehož nejstarší dceru Elenu si dokonce vzal za ženu). Následně strávil jeden rok v Praze a v Paříži, kde se setkal s tamějšími slavisty, kterými byli např. Antoine Meillet, André Vaillant, či André Mazon. Po svém návratu do Vídně se začal věnovati výuce na svojí alma mater, na konci 30. let pak úspěšně obhájil doktorát na univerzitě v Lublani. V letech 1941–1955 pak působil na různých institucích v Bratislavě, kde se stal mj. i tamějším vedoucím katedry slavistiky na Univerzitě Komenského.

### Působení na FF UP v Olomouci
Podle olomouckých slavistů působil Alexandr Vasiljevič Isačenko „po svém odchodu z Bratislavy v bývalém Československu, a to také na katedře slavistiky Filozofické fakulty Univerzity Palackého v Olomouci, jejíž tamější katedru dokonce – po odchodu slavisty prof. PhDr. Antonína Dostála, DrSc. (1905–1997) a následně i rusisty prof. PhDr. Bohuslava Ilka, CSc. – až do roku 1961 vedl, kdy jej nahradil český rusista a komunistický politik doc. PhDr. Antonín Václavík, CSc. (1927–1997).
V 60. letech 20. století, zvláště pak v období vpádu vojsk Varšavské smlouvy v roce 1968 se již rozhodl nenavrátit zpět z Rakouska do Československa a přijal raději akademickou nabídku vyučovati na Kalifornské univerzitě v Los Angeles (UCLA) ve Spojených státech amerických. Po tomto zhruba tříletém pobytu v Americe se navrátil natrvalo do Klagenfurtu, kde působil až do svojí nečekané smrti v roce 1978 a kde byl posléze taky pochován.

### Publikační činnost (a recenze)
- Barnetová, Vilma; Křížková, Helena; Leška, Oldřich; Sekaninová, Ella; Skoumalová, Zdena. Kapitoly ze srovnávací mluvnice ruské a české - III.: O ruském slovese. aut. úvodu A. V. Isačenko; recenzent Miloš Dokulil. 1. vyd. Praha: Academia, 1968. 296 S.
- Kolektiv pracovníků Katedry jazyků ČSA. Ruština. 2. opr. a dopl. vyd. Praha: Nakladatelství Československé akademie věd, 1962. 497 S. Vědecký redaktor: Bohuslav Ilek; recenzoval: A. V. Isačenko.
- Přednášky z historické mluvnice ruského jazyka. Praha: Ústav dálkového studia, 1952. 107 S.